# Новак-Горянский, Якуб
Я́куб Но́вак-Го́рянский, псевдоним — Неандер, немецкий вариант — Якоб Ноак (в.-луж. Jakub Nowak-Horjanski , нем. Jacob Noack, 3 июня 1864 года, деревня Гора, Лужица, Германия — 21 февраля 1938 года, Ворклецы, Лужица, Германия) — католический священник, лужицкий писатель и краевед.

## Биография
Родился 3 июня 1864 года в серболужицкой крестьянской семье в деревне Гора. С 1881 по 1890 года обучался в Лужицкой семинарии в Праге. Будучи студентом Лужицкой семинарии с 1882 по 1887 года изучал светские дисциплины в пражской Малостранской гимназии. В годы своей учёбы в Праге принимал участие в деятельности серболужицкого студенческого братства «Сербовка». В это же время стал публиковаться в лужицких периодических литературных изданиях «Łužiski Serb» и «Łužica». В 1891 году завершил своё обучение в Кёльне.
После возвращения в Лужицу с 1891 по 1896 года служил викарием в католическом приходе в городе Радибор и с 1896 по 1902 года — в Сербской церкви в Будишине. С 1897 по 1905 года был главным редактором журнала «Serbski Hospodar». В 1888 году вступил в лужицкое культурно-просветительское общество «Матица сербо-лужицкая».
В 1905 году основал небольшой музей лужицкого народного творчества при церкви Либфрауэнкирхе в Будишине. В 1920 году издал краеведческое сочинение «Wobrazy z cyrkwinskich stawiznow katolskich Serbow» (Зарисовки церковной истории католических сорбов). Написал несколько пьес для серболужицкого театра. Совершал путешествия в Италию, Палестину, Египет, Норвегию и Россию. Итогом этих путешествий стала книга «Pućowanske dopomnjenki», вышедшая в 1930 году.
С 1903 по 1931 год — настоятель католического прихода в Радиборе. В 1931 году вышел на пенсию, после чего до своей кончины проживал в городе Ворклецы.
Сочинения
- Přehlad serbskeje mytologije// Łužica 5 (1886), str. 69-71, 80, 84-85, 93-94
- Zasonamakanka. Činohra, Budyšin 1911.
- Wšitcy zjednani. Struchłohra, Budyšin 1913.
- We wudawarni Kukečanskich nowin. Žortna hra, Budyšin 1913.
- Radwor// Krajan 1926, str. 41-46
- Stawizny Radworskeje šule// Krajan 1928, str. 57-59.